# Lunenburg (Vermont)
Lunenburg è un comune degli Stati Uniti d'America, situato nello Stato del Vermont e in particolare nella contea di Essex.